# Moulin-Neuf, Ariège
Moulin-Neuf là một xã ở tỉnh Ariège, thuộc vùng Occitanie ở phía tây nam nước Pháp.